# Список умерших в 669 году

## Ноябрь
- 14 ноября — Фудзивара-но Каматари — японский политический деятель периода Асука, яматосский придворный, аристократ.

## Дата смерти неизвестна или требует уточнения
- Мизизий — византийский узурпатор, правивший на Сицилии (668—669).
- Фома II, патриарх Константинопольский (665—668 или 667—669).
- Хасан ибн Али — пятый праведный халиф (661) и второй имам шиитов.
- Этернес Файфский — святой молчальник Файфский.
- Яруман — четвёртый епископ Мерсии (662—667).